# 拉特希夫卡 (波爾塔瓦州)
49°27′22″N 34°46′8″E / 49.45611°N 34.76889°E
拉特希夫卡（羅馬化：Latyshivka）是烏克蘭中部的村莊，隸屬波爾塔瓦州的波爾塔瓦區。該村分別距離蘇霍諾西夫卡2.5公里和維利內0.5公里，面積0.849平方公里，海拔高度95米，2001年人口88。